# 蘭斯福德鎮區 (北達科他州博蒂諾縣)
蘭斯福德鎮區（英語：Lansford Township）是位於美國北達科他州博蒂諾縣的一個鎮區。

## 地方資料
蘭斯福德鎮區的面積為92.05平方千米，當中陸地面積為91.97平方千米，而水域面積為0.08平方千米。根據2010年美國人口普查的數據，當地共有人口73人，而人口密度為每平方千米0.79人。